# Euchromia superposita
Euchromia superposita là một loài bướm đêm thuộc phân họ Arctiinae, họ Erebidae.